# Liga dos Campeões da CAF de 1992
Foi a 28ª edição da competição anual mais importante de futebol de clubes realizada na região da CAF (África). O Wydad Casablanca, do Marrocos, venceu a final e tornou-se pela primeira vez campeão da África.

## Clubes classificadas
| Pais                           | Equipe                         |
| ------------------------------ | ------------------------------ |
| Angola                         | - 1° de Agosto                 |
| Argélia                        | - MO Constantine               |
| Benim                          | - Postel Sport FC              |
| Botswana                       | - Defence Force                |
| Burquina Fasso                 | - Étoile Filante               |
| Burundi                        | - Inter Bujumbura              |
| Camarões                       | - Canon Yaoundé                |
| Chade                          | - Tourbillon FC                |
| Costa do Marfim                | - ASEC Mimosas                 |
| Cabo Verde                     | - Sporting da Praia            |
| Egito                          | - Ismaily SC                   |
| Etiópia                        | - Saint-George SA              |
| Gabão                          | - AS Sogara                    |
| Gana                           | - Asante Kotoko                |
| Guiné                          | - Horoya AC                    |
| Guiné Equatorial               | - CD Elá Nguema                |
| Libéria                        | - LPRC Oilers                  |
| Líbia                          | - Al Ittihad                   |
| Lesoto                         | - Arsenal FC                   |
| Ilhas Maurícias                | - Sunrise Flacq United         |
| Marrocos                       | - Wydad Casablanca             |
| Mali                           | - AS Real Bamako               |
| Madagáscar                     | - AS Sotema                    |
| Mauritânia                     | - ASC Police                   |
| Moçambique                     | - CD Costa do Sol              |
| Nigéria                        | - Julius Berger                |
| Namíbia                        | - Eleven Arrows FC             |
| Níger                          | - Sahel SC                     |
| República Democrática do Congo | - SCOM Mikishi                 |
| República do Congo             | - Diables Noirs                |
| República Centro-Africana      | - Forces Armées CA             |
| Quênia                         | - Gor Mahia                    |
| Serra Leoa                     | - Mighty Blackpool             |
| Seicheles                      | - Saint-Louis FC               |
| Senegal                        | - ASC Port Autonome            |
| Essuatíni                      | - Mbabane Highlanders          |
| Sudão                          | - Al Hilal Omdurman            |
| Tanzânia                       | - Young Africans               |
| Tunísia                        | - Club Africain - Espérance ST |
| Uganda                         | - KCCA FC                      |
| Zâmbia                         | - Nkana FC                     |

## Rodada-preliminar
| Equipe 1      | Total       | Equipe 2            | 1.º jogo | 2.º jogo |
| ------------- | ----------- | ------------------- | -------- | -------- |
| Defence Force | 1–2         | Mbabane Highlanders | 1–1      | 0–1      |
| Arsenal       | 4–0         | Eleven Arrows F.C.  | 3–0      | 1–0      |
| Elá Nguema    | 2–3         | 1° de Agosto        | 2–3      | W/O1     |
| LPRC Oilers   | 2–3         | Mighty Blackpool    | 1–0      | 1–3      |
| ASC Police    | 2–2 (4–5 p) | Real Bamako         | 1–1      | 1–1      |
| Port Autonome | 0–0 (1–3 p) | Sporting Praia      | 0–0      | 0–0      |
| Saint George  | 2–4         | Al Ittihad          | 2–1      | 0–3      |
| Saint-Louis   | 2–7         | Young Africans      | 1–3      | 1–4      |
| Sahel         | 4–2         | Postel Sport        | 2–1      | 2–1      |
| Tourbillon    | 1–1(g.f)    | Forces Armées CA    | 0–0      | 1–1      |

1 CD Elá Nguema abandonou apos o primeiro jogo.

## Primeira-Rodada
| Equipe 1            | Total       | Equipe 2       | 1.º jogo | 2.º jogo |
| ------------------- | ----------- | -------------- | -------- | -------- |
| Al-Ittihad          | 1–2         | Gor Mahia      | 1–0      | 0–2      |
| Arsenal             | 2–2 (g.f)   | KCCA           | 2–1      | 0–1      |
| Diables Noirs       | 2–5         | Julius Berger  | 2–1      | 0–4      |
| Étoile Filante      | 1–4         | Mimosas        | 1–2      | 0–2      |
| Horoya              | 2–2 (5–4 p) | Espérance      | 2–0      | 0–2      |
| Inter Bujumbura     | 2–3         | Costa do Sol   | 2–0      | 0–3      |
| Mbabane Highlanders | 1–9         | Nkana          | 0–2      | 1–7      |
| Mighty Blackpool    | 3–3 (3–4 p) | Canon          | 2–1      | 1–2      |
| SCOM Mikishi        | 1–3         | Asante Kotoko  | 1–1      | 0–2      |
| 1° de Agosto        | 3–0         | Sogara         | 1–0      | 2–0      |
| Real Bamako         | 2–3         | Wydad          | 2–1      | 0–2      |
| Sahel               | 2–3         | MO Constantine | 2–1      | 0–2      |
| Sporting Praia      | 1–3         | Africain       | 0–0      | 1–3      |
| Sunrise             | 3–3 (g.f)   | Sotema         | 2–3      | 1–0      |
| Tourbillon          | 3–3 (g.f)   | Al-Hilal       | 2–3      | 1–0      |
| Young Africans      | 1–3         | Ismaily        | 0–2      | 1–1      |

## Segunda-Rodada
| Equipe 1       | Total       | Equipe 2      | 1.º jogo | 2.º jogo |
| -------------- | ----------- | ------------- | -------- | -------- |
| Sotema         | w/o         | Al-Hilal      | 1        |          |
| Costa do Sol   | 2–4         | Asante Kotoko | 1–2      | 1–2      |
| Gor Mahia      | 1–1 (g.f)   | Canon         | 0–0      | 1–1      |
| Horoya         | 1–6         | Mimosas       | 1–2      | 0–4      |
| Julius Berger  | 1–2         | Wydad         | 0–0      | 1–2      |
| KCCA           | 0–6         | Nkana         | 0–4      | 0–2      |
| MO Constantine | 1–1 (2–3 p) | Ismaily       | 1–0      | 0–1      |
| 1° de Agosto   | 2–3         | Africain      | 2–0      | 0–3      |

1 Sotema saiu.

## Quartas-de-Finais
| Equipe 1  | Total       | Equipe 2      | 1.º jogo | 2.º jogo |
| --------- | ----------- | ------------- | -------- | -------- |
| Africain  | 4–6         | Ismaily       | 3–3      | 1–3      |
| Mimosas   | 4–4(g.f)    | Asante Kotoko | 1–2      | 3–2      |
| Nkana     | 3–4         | Wydad         | 2–1      | 1–3      |
| Gor Mahia | 2–2 (2–4 p) | Al-Hilal      | 2–0      | 0–2      |

## Semifinais
| Equipe 1 | Total    | Equipe 2 | 1.º jogo | 2.º jogo |
| -------- | -------- | -------- | -------- | -------- |
| Mimosas  | 3–3(g.f) | Wydad    | 3–1      | 0–2      |
| Ismaily  | 1–1(g.f) | Al-Hilal | 1–1      | 0–0      |

## Finais
| 29 de novembro de 1993 | Wydad                                    | 2 – 0 | Al Hilal | Estádio Mohammed V, Casablanca               |
|                        | Daoudi 87' (pênalti) Youssef Fertout 90' |       |          | Público: 80 000 Árbitro: Jean Fidèle Diramba |

| 13 de dezembro de 1992 | Al Hilal | 0 – 0 | Wydad | Al-Hilal Stadium, Omdurman |
|                        |          |       |       |                            |

### Agregado
| Equipe 1 | Resultado | Equipe 2 |
| -------- | --------- | -------- |
| Wydad    | 2-0       | Al Hilal |

## Campeão
| Liga dos Campeões da CAF 1992 : campeão |
| --------------------------------------- |
| Marrocos                                |
| Wydad Casablanca (1° Titúlo)            |
| Técnico : Yuri Sebastianko              |